# 드니프로
드니프로(우크라이나어: Дніпро, 문화어: 드네쁘르) 시는 우크라이나 중남부에 위치한 도시로 드니프로페트로우스크주의 주도이며 인구는 979,046명(2015년 기준)이다. 키이우, 하르키우에 이어 우크라이나에서 3번째로 큰 도시이며 드니프로강 연안에 있다.
공업 도시로 중공업이 주요 산업이다. 드네프르 강 하류에 위치한 자포리자와 함께 제철, 코크스 화학, 기계 공업의 중심지이다.

## 역사
이 지방에서 확인되고 있는 인간의 흔적은 15만년 전으로 거슬러 올라간다. 여러 민족의 교차로였고, 1세기부터 슬라브인이 살게 되었다. 9세기에 여기에서 크리스트교가 전해졌고 수도원이 지어졌지만, 1240년에 타타르인에 파괴되었다. 타타르인의 세력이 이 지방에 펴질 무렵에는, 드니프로강의 동쪽에 타타르인, 서해안에 슬라브인이 대치했고 12세기에 코자크가 이 지역을 세력 하에 둘 때까지 대치 상태가 계속되었다.
16세기부터 18세기까지는 폴란드-리투아니아 연방, 오스만 제국, 러시아 제국 세력의 각축지가 되었다. 최종적으로 러시아 제국령으로 포함되었고, 1775년 도시가 건설되었다. 당시의 이름은 러시아 제국의 황제였던 예카테리나 2세의 이름을 따서 예카테리노슬라프(러시아어: Екатеринослав, 우크라이나어: Катеринослав 카테리노슬라우[*], "예카테리나의 영광"이라는 의미)라고 했다. 러시아 혁명 후에는 드니프로페트로우스크(우크라이나어: Дніпропетровськ, 러시아어: Днепропетро́вск 드네프로페트롭스크[*], 문화어: 드네쁘로뻬뜨롭스크)로 개칭되었다. 2016년 5월에 탈공산화 과정에서 현재 이름으로 개명되었다.
제2차 세계 대전 이후에는 소련의 원자력, 군수산업, 우주 개발의 전략적 거점으로 여겨졌기 때문에 폐쇄 도시로 남아 있었다. 우크라이나의 대표적인 공업의 중심지이며 드니프로 출신의 기업가가 대부분 우크라이나 정치에 진출했다. 그 중에는 레오니드 쿠치마, 율리야 티모셴코 등이 있다.

## 인구
| 연도 | 인구    | ±%      |
| ---- | ------- | ------- |
| 1782 | 2,194   | —       |
| 1800 | 6,389   | +191.2% |
| 1811 | 9,000   | +40.9%  |
| 1825 | 8,412   | −6.5%   |
| 1853 | 13,011  | +54.7%  |
| 1857 | 13,217  | +1.6%   |
| 1862 | 19,515  | +47.7%  |
| 1863 | 20,000  | +2.5%   |
| 1865 | 22,816  | +14.1%  |
| 1866 | 22,846  | +0.1%   |
| 1885 | 46,876  | +105.2% |
| 1887 | 48,000  | +2.4%   |
| 1897 | 121,216 | +152.5% |
| 1904 | 157,000 | +29.5%  |
| 1910 | 232,500 | +48.1%  |
| 1914 | 211,100 | −9.2%   |
| 1920 | 189,000 | −10.5%  |
| 1923 | 159,000 | −15.9%  |
| 1926 | 237,000 | +49.1%  |
| 1932 | 320,000 | +35.0%  |
| 1939 | 501,000 | +56.6%  |

| 연도 | 인구      | ±%      |
| ---- | --------- | ------- |
| 1943 | 280,000   | −44.1%  |
| 1959 | 662,000   | +136.4% |
| 1967 | 816,000   | +23.3%  |
| 1970 | 904,000   | +10.8%  |
| 1979 | 1,066,000 | +17.9%  |
| 1989 | 1,178,000 | +10.5%  |
| 1990 | 1,186,000 | +0.7%   |
| 1991 | 1,203,000 | +1.4%   |
| 1993 | 1,185,000 | −1.5%   |
| 1996 | 1,147,000 | −3.2%   |
| 1998 | 1,122,400 | −2.1%   |
| 2001 | 1,065,008 | −5.1%   |
| 2003 | 1,065,000 | −0.0%   |
| 2005 | 1,050,000 | −1.4%   |
| 2006 | 1,025,044 | −2.4%   |
| 2007 | 1,039,000 | +1.4%   |
| 2008 | 1,039,000 | +0.0%   |
| 2009 | 1,017,171 | −2.1%   |
| 2010 | 1,018,341 | +0.1%   |
| 2011 | 1,007,200 | −1.1%   |

## 기후
| 드니프로의 기후                                                            | 드니프로의 기후 | 드니프로의 기후 | 드니프로의 기후 | 드니프로의 기후 | 드니프로의 기후 | 드니프로의 기후 | 드니프로의 기후 | 드니프로의 기후 | 드니프로의 기후 | 드니프로의 기후 | 드니프로의 기후 | 드니프로의 기후 | 드니프로의 기후 |
| 월                                                                         | 1월             | 2월             | 3월             | 4월             | 5월             | 6월             | 7월             | 8월             | 9월             | 10월            | 11월            | 12월            | 연간            |
| -------------------------------------------------------------------------- | --------------- | --------------- | --------------- | --------------- | --------------- | --------------- | --------------- | --------------- | --------------- | --------------- | --------------- | --------------- | --------------- |
| 역대 최고 기온 °C (°F)                                                     | 12.3 (54.1)     | 17.5 (63.5)     | 24.1 (75.4)     | 31.8 (89.2)     | 36.1 (97.0)     | 37.8 (100.0)    | 39.8 (103.6)    | 40.9 (105.6)    | 36.5 (97.7)     | 32.6 (90.7)     | 20.6 (69.1)     | 13.7 (56.7)     | 40.9 (105.6)    |
| 일평균 최고 기온 °C (°F)                                                   | −0.9 (30.4)     | 0.6 (33.1)      | 7.1 (44.8)      | 16.0 (60.8)     | 22.7 (72.9)     | 26.6 (79.9)     | 29.1 (84.4)     | 28.7 (83.7)     | 22.4 (72.3)     | 14.4 (57.9)     | 5.8 (42.4)      | 0.6 (33.1)      | 14.4 (57.9)     |
| 일일 평균 기온 °C (°F)                                                     | −3.6 (25.5)     | −2.8 (27.0)     | 2.5 (36.5)      | 10.3 (50.5)     | 16.5 (61.7)     | 20.5 (68.9)     | 22.7 (72.9)     | 22.1 (71.8)     | 16.2 (61.2)     | 9.2 (48.6)      | 2.6 (36.7)      | −1.9 (28.6)     | 9.5 (49.1)      |
| 일평균 최저 기온 °C (°F)                                                   | −6.1 (21.0)     | −5.8 (21.6)     | −1.2 (29.8)     | 5.1 (41.2)      | 10.9 (51.6)     | 15.1 (59.2)     | 17.1 (62.8)     | 16.3 (61.3)     | 11.0 (51.8)     | 5.2 (41.4)      | −0.1 (31.8)     | −4.2 (24.4)     | 5.3 (41.5)      |
| 역대 최저 기온 °C (°F)                                                     | −30.0 (−22.0)   | −27.8 (−18.0)   | −19.2 (−2.6)    | −8.2 (17.2)     | −2.4 (27.7)     | 3.9 (39.0)      | 5.9 (42.6)      | 3.9 (39.0)      | −3.0 (26.6)     | −8.0 (17.6)     | −17.9 (−0.2)    | −27.8 (−18.0)   | −30.0 (−22.0)   |
| 평균 강수량 mm (인치)                                                      | 50 (2.0)        | 43 (1.7)        | 51 (2.0)        | 39 (1.5)        | 51 (2.0)        | 64 (2.5)        | 55 (2.2)        | 45 (1.8)        | 42 (1.7)        | 39 (1.5)        | 44 (1.7)        | 46 (1.8)        | 569 (22.4)      |
| 평균 강우일수                                                              | 9               | 8               | 11              | 13              | 13              | 13              | 12              | 9               | 10              | 11              | 12              | 11              | 132             |
| 평균 강설일수                                                              | 16              | 15              | 9               | 1               | 0               | 0               | 0               | 0               | 0               | 1               | 7               | 15              | 64              |
| 평균 상대 습도 (%)                                                         | 87.7            | 84.6            | 79.2            | 66.8            | 62.2            | 66.2            | 64.7            | 62.4            | 69.5            | 77.2            | 86.5            | 88.3            | 74.6            |
| 평균 월간 일조시간                                                         | 50              | 74              | 132             | 196             | 266             | 281             | 310             | 285             | 211             | 142             | 62              | 37              | 2,046           |
| 출처 1: Pogoda.ru.net (평년값: 1991년~2020년, 극값: 1948년~현재)           |                 |                 |                 |                 |                 |                 |                 |                 |                 |                 |                 |                 |                 |
| 출처 2: 미국 해양대기청 (상대습도: 1981년~2010년, 일조시간: 1991년~2020년) |                 |                 |                 |                 |                 |                 |                 |                 |                 |                 |                 |                 |                 |

## 드니프로의 유명인
- 헬레나 블라바츠키 신지학회 창립자
- 일랴 카바코프 현대미술가
- 레오니드 레빈, 전산학자
- 옥사나 바율, 피겨 스케이팅 선수, 올림픽 금메달리스트
- 레오니드 쿠치마, 우크라이나의 대통령(1994-2005)
- 율리야 티모셴코, 우크라이나의 총리(2005)
- 드니프로페트로우스크 매니악, 2007년에 드니프로에서 일어난 연쇄 살인 사건을 일으킨 우크라이나의 2인조 범죄인

## 자매 도시
- 리투아니아 빌뉴스
- 러시아 사마라
- 우즈베키스탄 타슈켄트
- 중화인민공화국 시안시
- 그리스 테살로니키
- 슬로바키아 질리나
- 이스라엘 헤르츨리야
- 러시아 크라스노야르스크
- 중화인민공화국 다롄시
- 조지아 쿠타이시

## 같이 보기
- 드니프로페트로우스크 매니악
- 2023년 드니프로 주거용 건물 공습